# Цреп Вукославић
Цреп Вукославић (Чреп) је био српски властелин из друге половине XIV века који је имао погранични (крајишки) посед око утврђења Петрус, код данашњег Параћина.

## Историјски подаци
Његов отац, жупан Вукослав, добио је ту област која је контролисала везу Поморавља (Ћуприје и Параћина) са долином Тимока преко Честобродице од цара Душана (краљ 1331—1346, цар 1346—1355). Почетком своје владавине, током седме деценије XIV века, он је са братом Држманом водио спор са манастиром Хиландар о повраћају цркве Пресвете Богородице у Лешју са поседима које је њихов отац поклонио манастиру 1360. године. Пошто је посед услед лошег вођења и небриге запустео, браћа су тражила да им се он врати. Кнез Лазар (1371—1389), чији је Цреп био вазал, пресудио је у њихову корист, али се спор наставио и окончао тек 1411. године. Тада је Лазарев син Стефан (кнез 1389—1402, деспот 1402—1427) на државном сабору у Јагодини доделио Хиландару друге поседе уместо тих, које је вратио Цреповом сину Венедикту Цреповићу.

### Битка на Дубравници
Као крајишки властелин, Цреп је 25. децембра 1380/1381. године са својим суседом Витомиром, потукао Османлије на реци Дубравници код Параћина. Иако је у питању вероватно био само јачи османски пљачкашки одред, битка на Дубравници представља први већи сукоб Срба са Османлијама након Маричке битке 1371. године. Његово учешће у каснијим окршајима (код Плочника и на Косову), се не помиње у историјским изворима.

### Породица
Поред оца Вукослава и брата Држмана, који се касније замонашио под именом Дионисије, познато је да је Цреп имао сина познатог под монашким именом Венедикт (кир Венедикт Цреповић) који је имао ћерку, монахињу Анисију умрлу 1426/1427. године.

### Задужбина
Цреп је највероватније подигао манастир Сисојевац, а међу његовим прилозима се помињу дарови светогорским манастирима Лавре светог Атанасија и Великој Лаври, којој је 1375/1376. године поклонио села Мутницу Горњу, Петру Горњу и трг Паракинов Борд (данашњи Параћин).